# Фильтр Чебышёва
Фильтр Чебышёва — один из типов линейных аналоговых или цифровых фильтров, отличительной особенностью которого является более крутой спад амплитудно-частотной характеристики (АЧХ) и существенные пульсации амплитудно-частотной характеристики на частотах полос пропускания (фильтр Чебышёва I рода) и подавления (фильтр Чебышёва II рода), чем у фильтров других типов. Фильтр получил название в честь известного русского математика XIX века Пафнутия Львовича Чебышёва, так как характеристики этого фильтра основываются на многочленах Чебышёва.
Фильтры Чебышёва обычно используются там, где требуется с помощью фильтра небольшого порядка обеспечить требуемые характеристики АЧХ, в частности, хорошее подавление частот из полосы подавления, и при этом гладкость АЧХ на частотах полос пропускания и подавления не столь важна.
Различают фильтры Чебышёва I и II родов.

## Фильтр Чебышёва I рода

ЛАЧХ фильтра Чебышёва I рода четвёртого порядка с и

Сравнение АЧХ фильтров низких частот(ФНЧ) Чебышёва I рода порядков от 2 до 5. При увеличении порядка крутизна спада АЧХ увеличивается по 20 дБ/декаду на каждый порядок.

Это более часто встречающаяся модификация фильтров Чебышёва. Характеризуется колебаниями АЧХ в полосе пропускания. Аналитически АЧХ такого фильтра {\displaystyle n}-го порядка задаётся следующим выражением:
{\displaystyle G_{n}(\omega )=\left|H_{n}(j\omega )\right|=}
{\displaystyle ={\frac {1}{\sqrt {1+\varepsilon ^{2}T_{n}^{2}\left({\frac {\omega }{\omega _{0}}}\right)}}},}
где {\displaystyle \varepsilon } — показатель пульсаций,
{\displaystyle \omega _{0}} — частота среза,
{\displaystyle T_{n}(x)} — многочлен Чебышёва {\displaystyle n}-го порядка.
В полосе пропускания такого фильтра существуют пульсации, амплитуда которых определяется показателем пульсации (англ. ripple factor) {\displaystyle \varepsilon }. В полосе пропускания многочлены Чебышёва принимают значения от 0 до 1, поэтому коэффициент усиления фильтра принимает значения от максимального {\displaystyle G=1} до минимального {\displaystyle G=1/{\sqrt {1+\varepsilon ^{2}}}.} На частоте среза {\displaystyle \omega _{0}} коэффициент усиления имеет значение {\displaystyle 1/{\sqrt {1+\varepsilon ^{2}}},} а на частотах выше неё продолжает уменьшаться с увеличением частоты. (Примечание: обычное определение частоты среза как частоты на которой модуль коэффициента передачи снижается на 3 дБ в случае фильтра Чебышёва не применяется).
Для аналогового электронного фильтра Чебышёва его порядок равен числу реактивных компонентов (например, индуктивностей и/или конденсаторов), использованных при его реализации.
Пульсации в полосе пропускания часто задаются в децибелах:
Пульсации в дБ = {\displaystyle 20\log _{10}{\sqrt {1+\varepsilon ^{2}}}.}
Например, пульсации с амплитудой в 3 дБ соответствуют {\displaystyle \varepsilon =1.}
Более крутой спад АЧХ может быть получен если допустить пульсации не только в полосе пропускания, но и в полосе подавления, добавив в передаточную функцию фильтра нули на мнимой оси {\displaystyle j\omega } в комплексной плоскости. Это, однако, приведёт к менее эффективному подавлению в полосе подавления. Полученный таким образом фильтр является эллиптическим фильтром, также известным как фильтр Кауэра.

### Полюса и нули

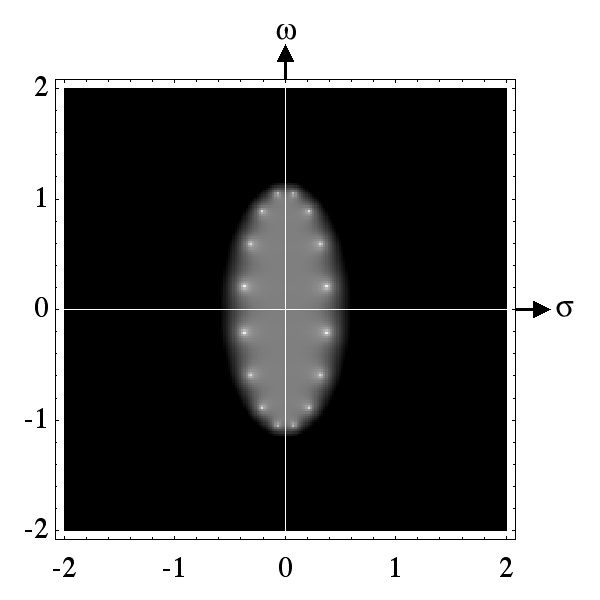
Логарифм модуля амплитудной характеристики фильтра Чебышёва I рода 8-го порядка на плоскости комплексной частоты при и Белые пятна соответствуют полюсам фильтра. Полюса ложатся на эллипс с полуосью равной ≈0,3836 по действительной оси и равной ≈1,071 по мнимой оси. Полюса передаточной функции фильтра расположены в левой полуплоскости. Чёрный цвет соответствует на рисунке соответствует коэффициенту передачи менее 0,05, белый — соответствует коэффициенту передачи более 20.

Для упрощения формул примем частоту среза фильтра равной единице. Полюса {\displaystyle (\omega _{pm})} фильтра Чебышёва являются нулями выражения в его знаменателе. Используя комплексную частоту {\displaystyle s} получим:
{\displaystyle 1+\varepsilon ^{2}T_{n}^{2}(-js)=0.}
Представив {\displaystyle -js=\cos(\theta )} и используя тригонометрическое представление многочленов Чебышёва, получим:
{\displaystyle 1+\varepsilon ^{2}T_{n}^{2}(\cos(\theta ))=}
{\displaystyle =1+\varepsilon ^{2}\cos ^{2}(n\theta )=0.}
После разрешения последнего выражения относительно {\displaystyle \theta :}
{\displaystyle \theta ={\frac {1}{n}}\arccos \left({\frac {\pm j}{\varepsilon }}\right)+{\frac {m\pi }{n}}.}
Тогда полюса фильтра Чебышёва определяются из следующего выражения:
{\displaystyle s_{pm}=j\cos(\theta )=}
{\displaystyle =j\cos \left({\frac {1}{n}}\arccos \left({\frac {\pm j}{\varepsilon }}\right)+{\frac {m\pi }{n}}\right).}
Используя свойства тригонометрических и гиперболических функций, запишем последнее выражение в комплексной форме:
{\displaystyle s_{pm}^{\pm }=\pm \,\mathop {\mathrm {sh} } \left({\frac {1}{n}}\mathop {\mathrm {arsh} } \left({\frac {1}{\varepsilon }}\right)\right)\sin(\theta _{m})+}
{\displaystyle +j\mathop {\mathrm {ch} } \left({\frac {1}{n}}\mathop {\mathrm {arsh} } \left({\frac {1}{\varepsilon }}\right)\right)\cos(\theta _{m}),}
где {\displaystyle m=1,\;2,\;\ldots ,\;n,}
{\displaystyle \theta _{m}={\frac {\pi }{2}}\,{\frac {2m-1}{n}}.}
Это выражение можно рассматривать как параметрическое уравнение с параметром {\displaystyle \theta _{n}.} Оно показывает, что полюса лежат на эллипсе в {\displaystyle s}-плоскости, причём центр эллипса находится в точке {\displaystyle s=0,} полуось действительной оси имеет длину {\displaystyle \mathop {\mathrm {sh} } (\mathop {\mathrm {arsh} } (1/\varepsilon )/n),} а полуось мнимой оси имеет длину {\displaystyle \mathop {\mathrm {ch} } (\mathop {\mathrm {arsh} } (1/\varepsilon )/n).}

### Передаточная функция
Уравнение, выведенное выше, содержит полюса, относящиеся к комплексному коэффициенту усиления фильтра {\displaystyle G.} Для каждого полюса есть комплексно-сопряжённый с ним полюс, а для каждой комплексно-сопряжённой пары полюсов есть два полюса, отличающихся от них только знаком действительной части. Передаточная функция должна быть устойчивой, что означает, что её полюса должны иметь отрицательную действительную часть, то есть лежать в левой полуплоскости комплексной плоскости. Передаточная функция в этом случае задаётся следующим выражением:
{\displaystyle H(s)=\prod _{m=0}^{n-1}{\frac {1}{(s-s_{pm}^{-})}},}
где {\displaystyle s_{pm}^{-}} — это только те полюса, которые имеют отрицательную действительную часть.

### Групповая задержка

АЧХ и групповая задержка фильтра Чебышёва I рода пятого порядка с Видно, что в полосе пропускания и АЧХ и групповая задержка имеют пульсации, в полосе подавления этих пульсаций нет.

Групповая задержка определяется как минус производная по частоте сдвига фазы фильтра и является мерой искажения фазы сигнала на различных частотах:
{\displaystyle \tau _{g}=-{\frac {d}{d\omega }}\arg(H(j\omega )).}

### Фазовые характеристики

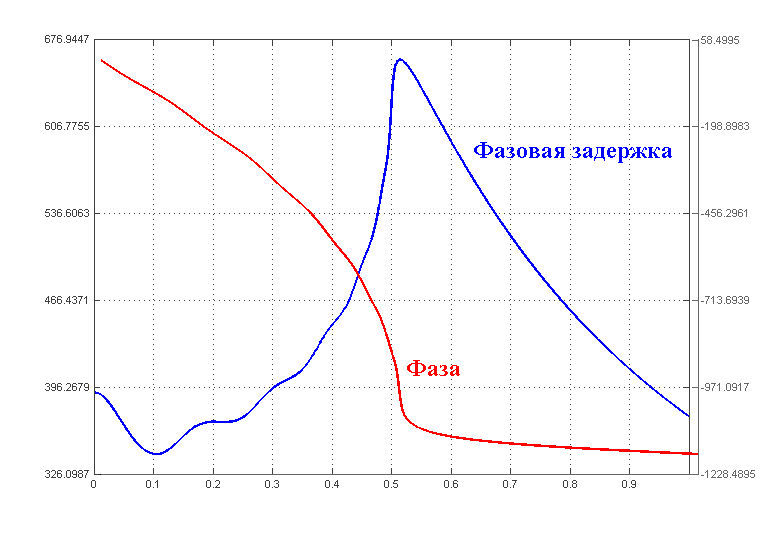
Типовая ФЧХ и фазовая задержка фильтра Чебышёва I рода 10-го порядка

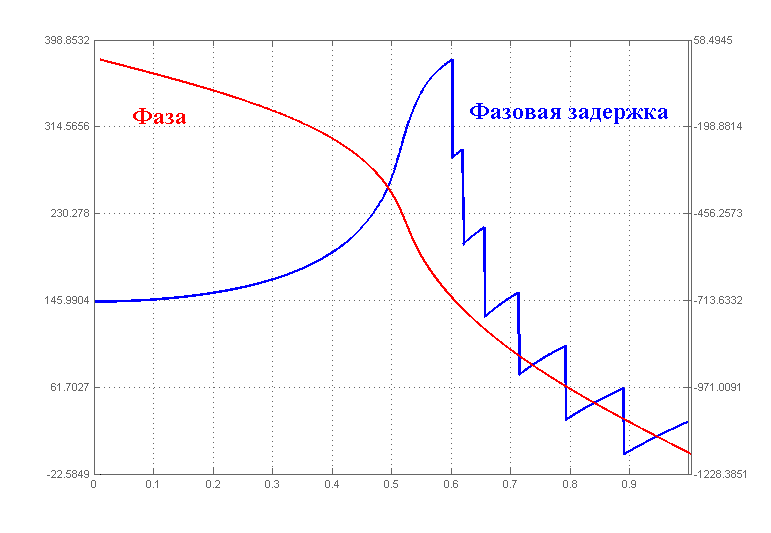
Типовая ФЧХ и фазовая задержка фильтра Чебышёва II рода 10-го порядка

Фазовые характеристики фильтра Чебышёва I рода — фазо-частотная характеристика (ФЧХ) и фазовая задержка — представлены на рисунке. Фазо-частотная характеристика показывает распределение по частоте смещения фазы выходного сигнала относительно входного. Фазовая задержка определяется как частное от деления фазы фазо-частотной характеристики на частоту и характеризует распределение по частоте временно́го смещения выходного сигнала относительно входного:
{\displaystyle \tau _{\varphi }={\frac {\arg H(j\omega )}{\omega }}.}

### Временны́е характеристики

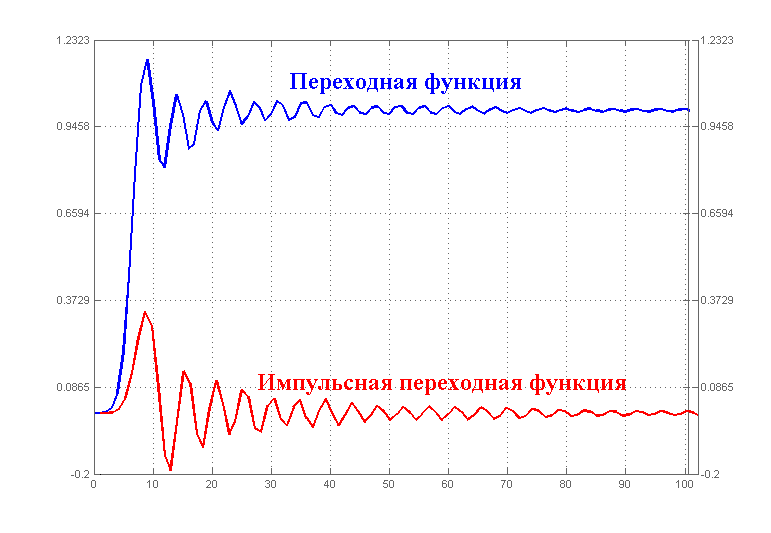
Типовые временны́е характеристики фильтра Чебышёва I рода 10-го порядка

Временны́е характеристики фильтра Чебышёва I рода — импульсная переходная функция и переходная функция представлены на рисунке. Импульсная переходная функция представляет собой отклик фильтра на входной сигнал в виде дельта-функции Дирака, а переходная функция — отклик фильтра на входное воздействие в виде единичной функции Хевисайда.

## Фильтр Чебышёва II рода

АЧХ фильтра Чебышёва II рода (фильтр низких частот) с и

Сравнение АЧХ фильтров низких частот Чебышёва II рода порядков от 2 до 5. При увеличении порядка крутизна спада АЧХ увеличивается по 20 дБ/декаду на каждый порядок.

Амплитудно-частотная характеристика (зелёная кривая) и групповая задержка (красная кривая) фильтра Чебышёва II рода пятого порядка с

Фильтр Чебышёва II рода (или инверсный фильтр Чебышёва) используется реже, чем фильтр Чебышёва I рода ввиду менее крутого спада амплитудной характеристики, что приводит к увеличению числа электронных компонентов для реализации аналогового электронного фильтра с заданной крутизной спада. У него нет пульсаций в полосе пропускания, однако пульсации присутствуют в полосе подавления. Амплитудно-частотная характеристика такого фильтра задаётся выражением:
{\displaystyle G_{n}(\omega ,\;\omega _{0})={\frac {1}{\sqrt {1+{\frac {1}{\varepsilon ^{2}T_{n}^{2}\left(\omega _{0}/\omega \right)}}}}}.}
В полосе подавления полиномы Чебышёва принимают значения в диапазоне от 0 до 1, из-за чего амплитудная характеристика такого фильтра принимает значения от нуля до {\displaystyle {\frac {1}{\sqrt {1+{\frac {1}{\varepsilon ^{2}}}}}}.}
Минимальной частотой, при которой достигается максимум АЧХ является частота среза {\displaystyle \omega _{0}.} Параметр {\displaystyle \varepsilon } связан с затуханием в полосе подавления {\displaystyle \gamma } в децибелах следующим выражением:
{\displaystyle \varepsilon ={\frac {1}{\sqrt {10^{0,\!1\gamma }-1}}}.}
Для затухания на частотах полосы подавления в 5 дБ: {\displaystyle \varepsilon =0,\!6801;}
для затухания в 10 дБ: {\displaystyle \varepsilon =0,\!3333.}
Частота {\displaystyle f_{C}=\omega _{C}/(2\pi )} является частотой среза.
Частота затухания на 3 дБ {\displaystyle f_{H}} связана с {\displaystyle f_{C}} следующим выражением:
{\displaystyle f_{H}=f_{C}\,\mathop {\mathrm {ch} } \left({\frac {1}{n}}\mathop {\mathrm {ch} } ^{-1}{\frac {1}{\varepsilon }}\right).}

### Полюса и нули

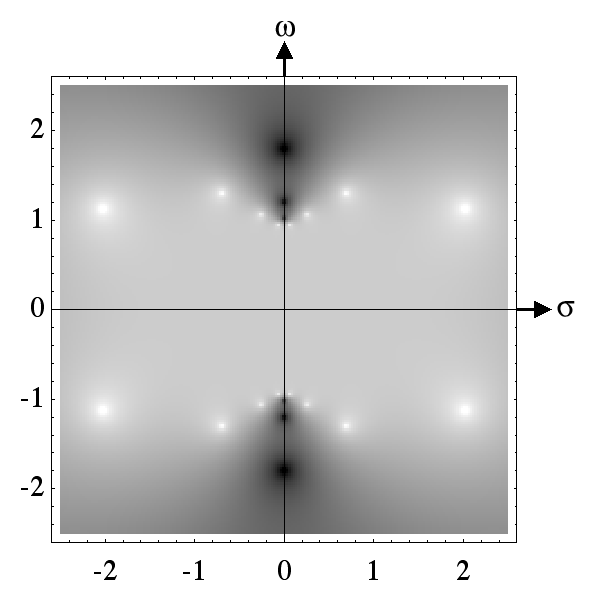
Логарифм модуля амплитудной характеристики фильтра Чебышёва II рода восьмого порядка на комплексной плоскости с и Белые пятна соответствуют полюсам, а чёрные — нулям. Показаны все 16 полюсов. 6 нулей (все нули второго порядка) также показаны, 2 из них находятся за пределами картинки (один лежит на положительной мнимой оси, другой — на отрицательной мнимой оси). Полюса передаточной функции фильтра — это полюса, находящиеся в левой полуплоскости, нули передаточной функции — это нули модуля амплитудной характеристики фильтра Чебышёва, только не второго, а первого порядка. Чёрный цвет соответствует коэффициенту усиления менее 0,01; белый — коэффициенту усиления более 3.

Приняв частоту среза равной единице, получим выражение для полюсов {\displaystyle (\omega _{pm})} фильтра Чебышёва:
{\displaystyle 1+\varepsilon ^{2}T_{n}^{2}(-1/js_{pm})=0.}
Полюса фильтра Чебышёва II рода представляют собой «инверсию» полюсов фильтра Чебышёва I рода:
{\displaystyle {\frac {1}{s_{pm}^{\pm }}}=\pm \,\mathop {\mathrm {sh} } \left({\frac {1}{n}}\mathop {\mathrm {arsh} } \left({\frac {1}{\varepsilon }}\right)\right)\sin(\theta _{m})+}
{\displaystyle +j\mathop {\mathrm {ch} } \left({\frac {1}{n}}\mathop {\mathrm {arsh} } \left({\frac {1}{\varepsilon }}\right)\right)\cos(\theta _{m}),}
где {\displaystyle m=1,\;2,\;\ldots ,\;n.}
Нули {\displaystyle (\omega _{zm})} фильтра Чебышёва II рода определяются из следующего соотношения:
{\displaystyle \varepsilon ^{2}T_{n}^{2}(-1/js_{zm})=0.}
Нули фильтра Чебышёва II рода являются «инверсией» нулей многочленов Чебышёва:
{\displaystyle 1/s_{zm}=\cos \left({\frac {\pi }{2}}\,{\frac {2m-1}{n}}\right),}
где {\displaystyle m=1,\;2,\;\ldots ,\;n.}

### Передаточная функция
Передаточная функция задаётся при помощи полюсов в левой полуплоскости комплексной плоскости, её нули совпадают с нулями модуля амплитудной характеристики, с тем лишь отличием, что их порядок равен 1.

### Групповая задержка
Амплитудно-частотная характеристика и групповая задержка показаны на графике. Можно видеть, что пульсации амплитуды лежат в полосе подавления, а не в полосе пропускания.

### Фазовые характеристики
Фазовые характеристики фильтра Чебышёва II рода — фазо-частотная характеристика и фазовая задержка представлены на рисунке. Фазо-частотная характеристика показывает зависимость от частоты фазовый сдвиг выходного сигнала относительно входного. Фазовая задержка определяется как частное от деления фазового сдвига на частоту и характеризует частотную зависимость временно́го запаздывания выходного сигнала относительно входного.

## Цифровые фильтры Чебышёва
Фильтры Чебышёва часто реализуются в цифровой форме. Для того, чтобы от аналогового фильтра перейти к цифровому, необходимо над передаточной функцией каждого каскада записанной для аналогового фильтра осуществить билинейное преобразование. Результирующий фильтр получается путём последовательного соединения каскадов. Простой пример фильтра Чебышёва низких частот I рода чётного порядка:
Z-преобразование каждого каскада:
{\displaystyle S(Z)={\frac {a(Z)}{b(Z)}}={\frac {\alpha _{0}+\alpha _{1}\cdot Z^{-1}+\alpha _{2}\cdot Z^{-2}}{1+\beta _{1}\cdot Z^{-1}+\beta _{2}\cdot Z^{-2}}}.}
Во временно́й области преобразование записывается как:
{\displaystyle y[n]=\alpha _{0}\cdot x[0]+\alpha _{1}\cdot x[-1]+\alpha _{2}\cdot x[-2]-\beta _{1}\cdot y[-1]-\beta _{2}\cdot y[-2].}
Коэффициенты {\displaystyle \alpha _{i}} и {\displaystyle \beta _{i}} вычисляются по коэффициентам {\displaystyle a_{i}} и {\displaystyle b_{i}}:
{\displaystyle K=\mathop {\mathrm {tg} } \left(\pi {\frac {\mbox{Frequency}}{\mbox{SampleRate}}}\right),}
{\displaystyle {\mbox{temp}}_{i}=\cos {\frac {(2i+1)\pi }{n}},}
{\displaystyle b_{i}={\frac {1}{\mathop {\mathrm {ch} } ^{2}\gamma -{\mbox{temp}}_{i}^{2}}},}
{\displaystyle a_{i}=K\cdot b_{i}\cdot \mathop {\mathrm {sh} } \,\gamma \cdot 2\,{\mbox{temp}}_{i},}
{\displaystyle \alpha _{0}=K\cdot K,}
{\displaystyle \alpha _{1}=2\cdot K^{2},}
{\displaystyle \alpha _{2}=K\cdot K,}
{\displaystyle \beta _{0}^{\prime }=(a_{i}+K^{2}+b_{i}),}
{\displaystyle \beta _{1}^{\prime }=2\cdot (b_{i}-K^{2}),}
{\displaystyle \beta _{2}^{\prime }=(a_{i}-K^{2}-b_{i}),}
{\displaystyle \beta _{1}=\beta _{1}^{\prime }/\beta _{0}^{\prime },}
{\displaystyle \beta _{2}=\beta _{2}^{\prime }/\beta _{0}^{\prime }.}
Для получения фильтра Чебышёва более высокого порядка, необходимо соединить последовательно несколько каскадов.

## Сравнение с другими линейными фильтрами

Сравнение амплитудно-частотных характеристик фильтров 5-го порядка: Баттерворта, Чебышёва I и II родов и эллиптического фильтра

На рисунке представлены графики АЧХ фильтра Чебышёва I и II родов с пульсациями в полосе пропускания или полосе подавления равными 0,1 в сравнении с некоторыми другими часто используемыми фильтрами 5-го порядка.
По графикам видно, что амплитудно-частотные характеристики фильтров Чебышёва имеют более крутой спад, чем спад у фильтров Баттерворта, но не такой крутой спад, как у эллиптического фильтра.

## Комментарии
1. ↑  Вопреки распространённому произношению старинной дворянской фамилии учёного — Чебышёв[1][2][3] — с ударением на первый слог (Че́бышев), обусловленному характерной для XX века тенденцией к обособлению фамилий на -ов/-ёв от исходных притяжательных прилагательных[2] и традиционным неразличением е/ё на письме, 4-е издание академического «Русского орфографического словаря» (2013), словарь ударений «Собственные имена в русском языке» (2001) и профильные академические издания, последовательно использующие ё при передаче имён и названий, фиксируют в качестве орфографической и орфоэпической нормы написание и произношение Чебышёв[4][5][6][7].